# Martín Palermo
Martín „Titán” Palermo (ur. 7 listopada 1973 w La Placie) – argentyński piłkarz pochodzenia włoskiego, występował na pozycji napastnika, trener piłkarski.

## Kariera klubowa
Piłkarz jest wychowankiem Estudiantes La Plata, w którym grał od siódmego roku życia.
Latem 1997 roku został piłkarzem stołecznego Boca Juniors. Eksplozja formy piłkarza nastąpiła wraz z przejęciem klubu przez Carlosa Bianchiego latem 1998. Nowy trener zmienił ustawienie zespołu na 1-4-3-1-2, w którym Palermo zajął miejsce w ataku razem z Guillermo Barros Schelotto. Efekty były natychmiastowe - klub wywalczył mistrzostwo kraju, a Palermo został królem strzelców rozgrywek z rekordowymi dwudziestoma bramkami. W czerwcu 2000 roku Xeneizes zdobyli Copa Libertadores, a w grudniu dołożyli do tego Puchar Interkontynentalny. Palermo był bohaterem finałowego spotkania z Realem Madryt (2:1) w którym zdobył dwa gole. W styczniu 2001 Argentyńczyka został piłkarzem hiszpańskiego Villarealu za kwotę 7,6 miliona euro. Na Starym Kontynencie forma strzelecka zawodnika była znacznie słabsza, a morale piłkarza upadły wraz ze złamaniem nogi na początku listopada 2001 roku, którego nabawił się w czasie świętowania zdobytego gola. Po odejściu z drużyny Żółtej Łodzi Podwodnej, krótko i bez sukcesów grał jeszcze w Realu Betis i Deportiovo Alaves.
Latem 2004 roku powrócił do Boca. Jego drugi pobyt był równie udany jak i pierwszy - zdobyte trzy mistrzostwa Argentyny i kolejny triumf w Copa Libertadores w 2007 roku. Karierę piłkarską zakończył w wieku 38 lat. Ostatnim rozegranym spotkaniem w karierze zawodnika był ligowy mecz z Gimnasia La Plata (2:2) w którym zaliczył asystę na wagę remisu w ostatniej minucie gry.

## Kariera reprezentacyjna
W kadrze narodowej zadebiutował w spotkaniu przeciwko Wenezueli w 1999 roku. Napastnik szybko zyskał uznanie trenera Marcelo Bielsy, który powołał go na turniej Copa America w 1999 roku. Palermo zdobył na turnieju trzy golę, a Albicelestes odpali w ćwierćfinale z Brazylią (1:2). Na szczególną uwagę zasługuję jego wyczyn ze spotkania z Kolumbią w którym zmarnował on trzy rzuty karne, dzięki czemu trafił do Księgi Rekordów Guinnessa.
Palermo wrócił do kadry Albicelestes wraz z objęciem stanowiska selekcjonera przez Diego Maradonę. Po dziesięciu latach przerwy napastnik został powołany na mecz eliminacji do Mistrzostw Świata w RPA na mecz z Paragwajem. W 2010 roku znalazł się w kadrze Argentyny na Mistrzostwa Świata 2010. W spotkaniu grupowym przeciwko Grecji zdobył gola, co uczyniło go najstarszym strzelcem gola dla Argentyny na mundialu.
Łącznie w reprezentacji Argentyny zaliczył 15 występów i strzelił 9 goli.

## Kariera trenerska
W listopadzie 2012 roku, Palermo został wybrany na trenerem Godoy Cruz, funkcję tę pełnił jednak tylko przez rok.
Następnie przez sezon prowadził Arsenal Sarandí, a później chilijskie Union Espaniola, z którym zdobył wicemistrzostwo kraju.
W 2019 roku prowadził meksykański CF Pachuca.
Od listopada 2020 jest trenerem chilijskiego Curicó Unido.

## Sukcesy

### Piłkarz
Estudiantes
- Primera B Nacional: 1994–95

Boca Juniors
- Primera División: 1998 Apertura, 1999 Clausura, 2000 Apertura, 2005 Apertura, 2006 Clausura, 2008 Apertura
- Copa Libertadores: 2000, 2007
- Puchar Interkontynentalny: 2000
- Copa Sudamericana: 2004, 2005
- Recopa Sudamericana: 2006, 2008

Indywidualne
- Król strzelców Primera División: 1998 Apertura, 2007 Clausura
- Piłkarz roku Ameryki Południowej: 1998
- Drużyna roku Ameryki Południowej: 1998, 2000